# T-Series
Super Cassettes Industries Private Limited, більш відомий як T-Series — музичний лейбл і кінокомпанія з Індії, заснована Гульшаном Кумаром 1983 року, який в першу чергу відомий в боллівудської музиці саундтреками і інді-поп-музикою. Станом на 2014 рік T-Series є найбільшим музичним лейблом Індії, що займає до 35 % індійського музичного ринку, за яким слідують Sony Music India і Zee Music. T-Series також володіє і керує самим найбільш підписаним каналом на YouTube, з 190 мільйонами підписників і 162 мільярдами переглядів станом на серпень 2021 року. T-Series також мав деякий помірний успіх в якості кінокомпанії.
Кумар, спочатку продавець фруктових соків в Делі, заснував T-Series для продажу піратських боллівудських пісень, перш ніж компанія в кінцевому підсумку почала випускати власну музику. Їх прорив стався з саундтреком до боллівудським блокбастеру 1988 року «Вирок», складеним Анандом-Мілінда, написаному Маджрухом Султанпур, а також за участю Аміра Хана і Джухи Чавла, який став одним із найбільш продаваних індійських музичних альбомів 1980-х років з більш ніж 8 мільйонами продажів. В кінцевому підсумку вони стали провідним музичним лейблом з релізом «Життя заради кохання» (1990), складеного Надим-Шраваном, який розійшовся тиражем в 20 мільйонів екземплярів і став найбільш продаваним індійським саундтреком усіх часів. Однак Гульшан Кумар був убитий у Мумбаї 1997 року. З тих пір T-Series керували його син Бхушан Кумар і молодший брат Кришан Кумар.
На YouTube T-Series має багатоканальну мережу з 29 каналами (крім Lahari Music), які разом мають більше 270 мільйонів підписників станом на серпень 2021 року. Команда YouTube-компанії складається з 13 чоловік у штаб-квартирі T-Series. Основний канал компанії T-Series на YouTube в основному випускає музичні кліпи, а також трейлери фільмів. Він став найбільшим за кількістю переглядів каналом YouTube в січні 2017 року. Канал T-Series в основному містить контент на гінді, а іноді і на кількох інших мовах, включаючи англійську, португальську та іспанську. У T-Series також є інші канали, присвячені контенту на кількох мовах Індії, включаючи пенджабську, урду, тамільську, телугу, малаялам, каннада, бходжпурі, гуджараті, маратхі і раджастханську.

## Історія
T-Series була заснована 11 липня 1983 року Гульшаном Кумаром, який в той час був продавцем фруктового соку в місті Делі. Спочатку компанія продавала піратські боллівудські пісні, а потім випустила оригінальну музику.Тоді ринок індійських аудіокасет був невеликим, з поширеним піратством, але зростав попит на касетну музику. За словами, в той час як Кумар «займався піратством, він пристрасно керувався ринком та споживачами». Компанія також скористалася прогалинами у законі про авторське право, що дозволяло випустити кавер-версії пісень, якими T-Series затопила ринок. Дослідники Лоуренс Лян і Раві Сундарам писали:
T-Series була надзвичайно руйнівною силою на індійському музичному ринку, тому що вона була надзвичайно успішним піратом. Компанія побудувала свій каталог за допомогою різноманітних квазізаконних та протизаконних практик... T-Series займається прямим порушенням авторських прав у вигляді піратських випусків популярних хітів, і вона часто незаконно отримувала фільми до виходу тих самих фільмів тільки для того, щоб його записи вони перші випустили на ринок.
Кумар виявив, що також існує ринок оригінальної музики, і почав її записувати та продавати. Кумар помітив, що багато похилих послідовників індуїзму не можуть читати співи через погіршення зору, тому Кумар найняв співаків для запису співів і продав їх як дешеві касети. Пізніше, він знімав головне індуїстське паломництво в Індії і продав їх на VHS.
Перший оригінальний саундтрек T-Series був представлений Лаллу Рама 1984 року, а музику виконала Равіндра Джайн. Прорив у компанії відбувся, коли вона випустила саундтрек до боллівудського блокбастера 1988 року Qayamat Se Qayamat Tak (також відомого як QSQT). Цей саундтрек став найбільш продаваним індійським саундтреком 1988 року та один з найбільш продаваних індійських альбомів саундтреків 1980-х років, якого було продано більше 8 мільйонів одиниць.Найбільшою хітовою піснею з альбому стала " Papa Kehte Hain ", яку співає Удіт Нараян та зображує на Аамірі Хані.Засновник T-Series Гульшан Кумар незабаром зіграв ключову роль у касетному бумі Боллівуду наприкінці 1980-х років із своїми альбомами.
Пізніше T-Series стала провідним музичним лейблом з випуском «Aashiqui» 1990 року, режисером якого був Махеш Бхатт . Саундтрек, що складається з дуету Надим-Шраван, був проданий за 20 мільйонів рупій, і є найбільш продаваним саундтреком альбому всіх часів.
На початку 1990-х років T-Series багато в чому спричинила бум індійської музичної індустрії. Багато з найбільш продаваних боллівудських музичних альбомів 1990-х років, особливо ті, які написав Надім-Шраван, були випущені під авторством T-Series. Крім виробництва музики, компанія також почала займатися виробництвом фільмів. Річний прибуток T-Series виріс з 16 мільйонів доларів 1985 року до 88 мільйонів доларів 1991 року, а до 1997 року досяг 140 мільйонів доларів.
1997 року засновник T-Series Гульшан Кумар був убитий синдикатом мумбайської мафії. Його вбивство також призвело до того, що Т-Series втратила свого найкращого на той час музиканта Надіма-Шравана, через те, що Надіма Ахтара Сайфі спочатку звинуватили у причетності до вбивства Гульшана Кумара, а потім виправдали.Після смерті Гульшана Кумара 1997 року, компанія з тих пір у чолі з його сином Бхушаном Кумара, за допомогою молодшого брата Гульшана.
Як компанія з виробництва фільмів, Т-Series мала певний помірний успіх. Найкращий фільм T-Series на сьогоднішній день — це відомий критиками « Hindi Medium» (2017 року), написаний Зінатом Лахані, режисером Сакет Чаудхарі, разом Ірфаном Ханом та Сабою Камар у головних ролях. Він зібрав 46 млн доларів по всьому світу, а 34 млн тільки в Китаї. Із-за цього цей фільм стає одним з топ — 20 найкращих індійських фільмів усіх часів.

## Кар'єра YouTube
T-Series приєдналося до YouTube 13 березня 2006 року, але почала завантажувати відео лише наприкінці 2010 року. На своєму основному каналу T-Series насамперед показує музичні відео та трейлери до фільмів. До липня 2013 року канал набрав 1 мільярд переглядів, ставши другим індійським каналом YouTube після Rajshri Productions. У січні 2017 року, T-Series перевершила PewDiePieсеред найбільш перегляданих каналів каналів YouTube, і станом на серпень 2021 року він має більш ніж 162 млрд переглядів. Над всіма каналами T-Series на YouTube працює команда з 13 осіб у своєї штаб квартирі.
Станом на серпень 2020 року T-Series перевищив 190 мільйонів підписників, що робить його найбільшим каналом YouTube по підпискам. Коли канал набрав 50 мільйонів підписників, канал отримав рубінову кнопку 10 вересня 2018 року. Він став першим каналом 29 травня 2019 року, який набрав 100 мільйонів підписників. В середньому, на T-Series підписується один мільйон людей кожні десять днів.
Канал T-Series також володіє багатоканальною мережею з 29 каналами(за винятком Lahari Music), які включають такі канали YouTube, як T-Series Tamil, T-Series Telugu, Bollywood Classics, T-Series Kids Hut, T-Series Apna Punjab, T-Series Kannada, Shabad Gurbani, Health And Fitness, T-Series Bhakti Sagar (mainly dedicated to Hindu devotional music, and to a lesser extent Jain, Sikh, Muslim, Buddhist and Christian), Pop Chartbusters, T-Series Malayalam, T-Series Classics, T-Series Regional, hamaarbhojpuri, T-Series Gujarati, T-Series Marathi, T-Series Bhavageethegalu & Folk, Bhakti Sagar Telugu, Bhakti Sagar Tamil, Bhakti Sagar Malayalam, T-Series Bhakti Marathi, Bhakti Sagar Kannada, T-Series Islamic Music, T-Series Kids Hut-Portuguese Fairy Tales, T-Series Haryanvi, T-Series Kids Hut-Telugu Kathalu, T-Series Kids Hut-Cuentos en Español та T-Series Kids Hut Tamil. На додаток до цього, сім їхніх каналів входять до топ-100 найбільших каналів Індії, включаючи T-Series, Bhakti Sagar, Apna Punjab та Pop Chartbusters. 29 каналів T-Series зібрали загалом понад 280 мільйонів підписників YouTube станом на серпень 2021 року. Протягом січня — липня 2018 року T-Series отримало від YouTube дохід у розмірі 100 мільйонів доларів. Інтернет дохід становить щонайменше 60 % загального доходу компанії.
Таке велике зростання T-Series також пояснюється зростанням аудиторії за межами Індії. Близько 40 % трафіку каналу надходить із за меж Індії, у тому числі 12 % — із США. Більшість глядачів за кордоном належать до світової діаспори Південної Азії. Зовсім недавно кількість глядачів за кордоном ще більше зросла внаслідок уваги та суперечок, які викликали на канал іноземні ютубери, такі як PewDiePie та MrBeast. 22 лютого 2019 року о 6:04 ранку T-Series вперше обійшла PewDiePie по підпискам, і через 8 хвилин PewDiePie повернув собі місце. Протягом наступних тижнів T-Series обгоняло PewDiePie подібним чином ще багато разів, а 27 березня нарешті здобула та утримувала до 1 квітня перше місце.

## Юридичні питання
У листопаді 2007 року компанія T-Series подала в суд на YouTube за порушення авторських прав на її музику, дозволивши користувачам завантажувати відео з її музикою на YouTube, до яких можна було отримати безкоштовний доступ. T-Series отримала тимчасове розпорядження проти YouTube від суда Делі, який утримував YouTube від порушення його авторських прав.T-Series та YouTube вирішили цю проблему поза судом у січні 2011 року.
У квітні 2019 року, після того, як PewDiePie випустив два дис-треки проти T-Series, а саме «Congratulations» та «Bitch Lasagna», T-Series подала скаргу до Вищого суду Делі з вимогою видалити пісні з YouTube, стверджуючи, що вони «наклепницькі, зневажливі та образливі». Незважаючи на заяву Чельґебра про те, що ці треки «зроблено для веселощів», 8 квітня 2019 року суд видав тимчасову заборону на ці треки, заблокувавши їх в Індії.У серпні 2019 року повідомлялося, що T-Series та PewDiePie вирішили свої юридичні спори поза судом.

## Список артистів
Наступні відомі музичні виконавці працювали з T-Series, або випускали музику під іменем T-Series:
- Аллах Раха Рахман
- Аріджіт Сінгх
- Абхієт Бхаттачарія
- Akon
- Аднан Самі
- Алка Ягник
- Ананд — Мілінд
- Анурадха Паудвал
- Анвар
- Армаан Малік
- Амаал Малік
- Асіс Каур
- Аша Бхосле
- Атіф Аслам
- Бабуль Супрійо
- Двані Бханушалі
- Даршан Раваль
- Гульзар
- Гуру Рандхава
- Харрі Сандху
- Хімеш Решаммія
- Ікка
- Іршад Каміль
- Джавед Ахтар
- Джубін Наутіял
- Крішнакумар Куннат
- Кумар Сану
- Щасливий Алі
- МВС
- Надім — Шраван
- Неха Яккар
- Ніхіл-Віней
- Нітін Мукеш
- Нора Фатегі
- Прітам
- Панкадж Удхас
- Пітбуль
- Пурніма
- Рахат Фатех Алі Хан
- Раджеш Рошан
- Раджу Сінгх
- Самер
- Сааван Кумар Так
- Саджид — Ваджід
- Сандіп Чоута
- Шаббір Ахмед
- Шаан
- Сону Нігам
- Софі Чодрі
- Суквіндер Сінгх
- Сунідхі Чаухан
- Талат Азіз
- Танішк Багчі
- Танві Шах
- Удит Нараян
- Вішал — Шехар
- Хірдеш Сінгх
- Зак Найт

## Виробництво фильмів

### 1990-ті
| Рік  | Фільм                 |
| ---- | --------------------- |
| 1990 | Життя заради кохання  |
| 1990 | Пока буде весна       |
| 1991 | Jeena Teri Gali Mein  |
| 1991 | Айее Мілан Кі Рааф    |
| 1991 | Серцю не накажеш      |
| 1992 | Jeena Marna Tere Sang |
| 1992 | Кохання і музика      |
| 1993 | Сьогодні моє життя    |
| 1995 | Bewafa Sanam          |

### 2000-ті
| Рік  | Фільм                           |
| ---- | ------------------------------- |
| 2000 | Papa The Great                  |
| 2001 | Без тебе                        |
| 2003 | Aapko Pehle Bhi Kahin Dekha Hai |
| 2006 | Передчуття кохання              |
| 2007 | Коханка                         |
| 2007 | Лабіринт                        |
| 2008 | Борг                            |
| 2009 | Радіо-діджей: Кохання наживо    |

### 2010-ті
|      | Фільм |
| ---- | --- |
| 2010 | З надією саме краще                                                                                           |
| 2010 | Очі чорні |
| 2011 | Дім «Патіала»                                                                                                 |
| 2011 | Завжди готовий!                                                                                               |
| 2013 | Король драми                                                                                                  |
| 2013 | Життя заради кохання 2                                                                                        |
| 2014 | Крила бажань                                                                                                  |
| 2014 | Привид вілли Натхів 2                                                                                         |
| 2014 | Історія ненависті 2                                                                                           |
| 2014 | Істота |
| 2015 | Бєйбі |
| 2015 | Рой |
| 2015 | Ліла |
| 2015 | Я люблю Новий рік                                                                                             |
| 2015 | Все добре |
| 2015 | Бежи, Джонні                                                                                                  |
| 2015 | Історія ненависті 3                                                                                           |
| 2016 | Кохана |
| 2016 | Повітряне перевезення                                                                                         |
| 2016 | Ваші радості                                                                                                  |
| 2016 | Сарабджит |
| 2016 | Тайна 4 |
| 2016 | Без тебе 2 |
| 2016 | Ти всьому причина                                                                                             |
| 2016 | Одержимість                                                                                                   |
| 2017 | Нур |
| 2017 | Хінді |
| 2017 | FU: Friendship Unlimited                                                                                      |
| 2017 | Тісний зв'язок                                                                                                |
| 2017 | Друзі |
| 2017 | Сімран |
| 2017 | Бхумі |
| 2017 | Шеф |
| 2017 | Star Gold Mumbai Special 6 3D: The Cycle Competition 3 At Wankhede Stadium And The Wonder Of Verma Once Again |
| 2017 | Ваша Сулу |
| 2018 | Сону, Тіту і Світі                                                                                            |
| 2018 | The Grihapravesh Pooja At 25 March 2018                                                                       |
| 2018 | Історія ненависті 4                                                                                           |
| 2018 | Рейд |
| 2018 | Шантаж |
| 2018 | Фанні Хан |
| 2018 | Правда завжди перемогає                                                                                       |
| 2018 | Світу немає, але рахунок крутиться                                                                            |
| 2019 | Навіщо обманювати Індію                                                                                       |
| 2019 | Люби мене |
| 2019 | Бхарат |
| 2019 | Кабір Сингх                                                                                                   |
| 2019 | Співчуття |
| 2019 | Арджун Патіала                                                                                                |
| 2019 | Сімейна кліника                                                                                               |
| 2019 | Операція «Batla House»                                                                                        |
| 2019 | Саахо |
| 2019 | Розділ 375 |
| 2019 | Daaka |
| 2019 | Спутник Шанкар                                                                                                |
| 2019 | Я загину |
| 2019 | Божевілля |
| 2019 | Чоловік, жінка і...                                                                                           |

### 2020-ті
| Films that have not yet been released | Позначає фільми, які ще не були випущені |

| Рік  | Фільм                         |
| ---- | ----------------------------- |
| 2020 | Танаджи: Неоспіваний воїн     |
| 2020 | Мама – це святе!              |
| 2020 | Вуличний танцор 3D            |
| 2020 | Бродяга                       |
| 2020 | Женитися треба обережно       |
| 2020 | Ляпас                         |
| 2020 | Ludo                          |
| 2020 | Товпа                         |
| 2020 | Indoo Ki Jawani               |
| 2020 | Мумбайська сага               |
| 2020 | Лабіринт 2                    |
| 2020 | Bhuj: The Pride of India      |
| 2020 | Satyameva Jayate 2            |
| 2020 | Saina                         |
| 2020 | Shiddat                       |
| 2020 | Ezra                          |
| 2020 | Dahi Cheeni                   |
| 2020 | Могул: Історія Гулшана Кумара |
| 2020 | Time To Dance                 |
| 2020 | Ремейк Begin Again            |
| 2020 | Tera Yaar Hoon Main           |
| 2020 | Durgavati                     |
| 2021 | Ek Villain 2                  |
| 2021 | Atrangi Re                    |

## Виробництво саундтреків

### На Гінді
| Рік  | Фільм                              |
| ---- | ---------------------------------- |
| 1984 | Lallu Ram                          |
| 1988 | Qayamat Se Qayamat Tak             |
| 1989 | Tridev                             |
| 1990 | Dil                                |
|      | Appu Raja                          |
| 1991 | Sadak                              |
| 1995 | Dilwale Dulhania Le Jayenge        |
| 1998 | Jeans                              |
| 1999 | Sirf Tum                           |
| 1999 | Vaastav: The Reality               |
| 1999 | Hum Dil De Chuke Sanam             |
| 2000 | Скажи, що любиш                    |
| 2002 | Tumko Na Bhool Paayenge            |
| 2003 | Tere Naam                          |
| 2003 | Jism 2                             |
| 2003 | Saaya                              |
| 2004 | Main Hoon Na                       |
|      | Swades                             |
| 2005 | Home Delivery: Aapko… Ghar Tak     |
| 2006 | Krrish                             |
| 2006 | Lage Raho Munna Bhai               |
| 2006 | Pyaar Ke Side Effects              |
| 2006 | Jaan-E-Mann                        |
| 2007 | Salaam-e-Ishq: A Tribute to Love   |
| 2007 | Om Shanti Om                       |
| 2007 | Heyy Babyy                         |
| 2007 | Taare Zameen Par                   |
| 2007 | Return of Hanuman                  |
| 2008 | Yuvvraaj                           |
| 2008 | Ghajini                            |
| 2008 | Golmaal Returns                    |
| 2009 | 3 Idiots                           |
| 2010 | Tees Maar Khan                     |
| 2010 | Break Ke Baad                      |
| 2010 | Golmaal 3                          |
| 2011 | Dil Toh Baccha Hai Ji              |
| 2011 | Ra.One                             |
| 2011 | Dum Maaro Dum                      |
| 2011 | Yamla Pagla Deewana                |
| 2011 | Bodyguard                          |
| 2011 | Zindagi Na Milegi Dobara           |
| 2011 | Desi Boyz                          |
| 2011 | Rockstar                           |
| 2011 | Force                              |
| 2012 | Ferrari Ki Sawaari                 |
| 2012 | Agent Vinod                        |
| 2012 | Housefull 2                        |
| 2012 | Shirin Farhad Ki Toh Nikal Padi    |
| 2012 | Gangs of Wasseypur – Part 1        |
| 2012 | Jodi Breakers                      |
| 2012 | Dangerous Ishhq                    |
| 2012 | Bol Bachchan                       |
| 2013 | Ishkq in Paris                     |
| 2013 | Krrish 3                           |
| 2013 | Chennai Express                    |
| 2013 | Chashme Baddoor                    |
| 2014 | Yaariyan                           |
| 2014 | Shaadi Ke Side Effects             |
| 2014 | Ragini MMS 2                       |
| 2014 | Heropanti                          |
| 2014 | Happy New Year                     |
| 2014 | Main Tera Hero                     |
| 2014 | Fugly                              |
| 2014 | PK                                 |
| 2015 | Dil Dhadakne Do                    |
| 2015 | Prem Ratan Dhan Payo               |
| 2016 | Baaghi                             |
| 2016 | M.S. Dhoni: The Untold Story       |
| 2016 | Dishoom                            |
| 2016 | Mohenjo Daro                       |
| 2017 | Kaabil                             |
| 2017 | Badrinath Ki Dulhania              |
| 2017 | Machine                            |
| 2017 | Golmaal Again                      |
| 2017 | Judwaa 2                           |
| 2017 | Mubarakan                          |
| 2017 | Lucknow Central                    |
| 2018 | Phir Se...                         |
| 2018 | Nanu Ki Jaanu                      |
| 2018 | Nawabzaade                         |
| 2018 | Baaghi 2                           |
| 2018 | Badhaai Ho                         |
| 2018 | FryDay                             |
| 2018 | The Dark Side of Life: Mumbai City |
| 2018 | Zero                               |
| 2018 | Loveyatri                          |
| 2018 | Simmba                             |
| 2019 | 72 Hours: Martyr Who Never Died    |
| 2019 | Amavas                             |
| 2019 | Luka Chuppi                        |
| 2019 | Notebook                           |
| 2019 | Junglee                            |

### На Малаялам
| Рік  | Фільм    |
| ---- | -------- |
| 2019 | Mamangam |

### На Тагільській
| Рік  | Фільм                              |
| ---- | ---------------------------------- |
| 1985 | Nanban                             |
| 1986 | Uyire Unakkaga                     |
| 1986 | Aayiram Pookkal Malarattum         |
| 1986 | Mannukkul Vairam                   |
| 1986 | Vaira Vizha                        |
| 1987 | Poo Mazhai Pozhiyuthu              |
| 1987 | Raja Mariyadhai                    |
| 1987 | Velicham                           |
| 1987 | Ananda Aradhanai                   |
| 1987 | Poo Poova Poothirukku              |
| 1987 | Yettikku Potti                     |
| 1987 | Oru Thayin Sabhatham               |
| 1987 | Aankalai Nambathey                 |
| 1987 | Kizhakku Africavil Sheela          |
| 1987 | Mangai Oru Gangai                  |
| 1987 | Parisam Pottachu                   |
| 1987 | Kavithai Paada Neramillai          |
| 1987 | Pombala Manasu                     |
| 1988 | Kan Simittum Neram                 |
| 1988 | Kunguma Kodu                       |
| 1988 | En Thangai Kalyani                 |
| 1988 | Ovvoru Poovukkum Oru Vaasam        |
| 1988 | Aathi Thalam                       |
| 1988 | Oorai Therinjukitten               |
| 1988 | Uzhaithu Vaazha Vendum             |
| 1989 | Solaikuyil                         |
| 1989 | Rasathi Kalyanam                   |
| 1990 | Enakkoru Neethi                    |
| 1991 | Nanbargal                          |
| 1993 | Amaravathi                         |
| 1997 | Minsara Kanavu                     |
| 1997 | Devathai                           |
| 1997 | Ratchagan                          |
| 2000 | Kadhal Rojave                      |
| 2007 | Kireedam                           |
| 2007 | Marudhamalai                       |
| 2007 | Kattradhu Thamizh                  |
| 2007 | Thavam                             |
| 2007 | Vilaiyattu                         |
| 2007 | Kannamoochi Yenada                 |
| 2007 | Machakaaran                        |
| 2008 | Sila Nerangalil                    |
| 2008 | Chakkara Viyugam                   |
| 2008 | Sandai                             |
| 2008 | Uliyin Osai                        |
| 2008 | Kuselan                            |
| 2008 | Poi Solla Porom                    |
| 2012 | Saguni                             |
| 2012 | Naan                               |
| 2012 | Pandi Oliperukki Nilayam           |
| 2013 | Alex Pandian                       |
| 2013 | David                              |
| 2013 | Therodum Veedhiyile                |
| 2015 | Sagaptham                          |
| 2015 | Багубалі: Початок                  |
| 2015 | Sakalakala Vallavan                |
| 2015 | Masala Padam                       |
| 2015 | Inji Iduppazhagi                   |
| 2016 | Irudhi Suttru                      |
| 2016 | Oru Nodiyil                        |
| 2016 | Kalam                              |
| 2016 | Idhu Namma Aalu                    |
| 2016 | Raja Manthiri                      |
| 2016 | Thodari                            |
| 2016 | Meen Kuzhambum Mann Paanaiyum      |
| 2016 | Anbanavan Asaradhavan Adangadhavan |
| 2016 | Virugam                            |
| 2016 | Kadhali Kanavillai                 |
| 2017 | Bairavaa                           |
| 2017 | Bruce Lee                          |
| 2017 | Багубалі: Завершення               |
| 2017 | Dhayam                             |
| 2017 | Yaar Ivan                          |
| 2017 | Aval                               |
| 2017 | Ulkuthu                            |
| 2018 | Vishwaroopam II                    |
| 2018 | Kee                                |
| 2018 | Kaatrin Mozhi                      |
| 2018 | Thittam Poattu Thirudura Kootam    |
| 2018 | K.G.F: Chapter 1                   |
| 2019 | Viswasam                           |
| 2019 | Ayogya                             |
| 2019 | Kee                                |
| 2019 | Thittam Poattu Thirudura Kootam    |
| 2019 | Capmaari                           |
| 2019 | Hero                               |
| 2019 | Thambi                             |
| 2020 | Pattas                             |
| 2020 | Ka Pae Ranasingam                  |
| 2020 | Laabam                             |
| 2020 | Dikkilona                          |
| 2020 | Chakra                             |
| 2020 | Friendship                         |
| 2020 | Kavalthurai Ungal Nanban           |

### На Телугу
| Рік  | Фільм                                   |
| ---- | --------------------------------------- |
| 1987 | Majnu                                   |
| 1987 | Premalokam                              |
| 1987 | Swayamkrushi                            |
| 1987 | Chakravarthy                            |
| 1987 | Srinivasa Kalyanam                      |
| 1987 | Trimurtulu                              |
| 1988 | Muthyamantha Muddu                      |
| 1988 | Brahmarshi Vishwamitra                  |
| 1989 | Vichitra Sodarulu                       |
| 1990 | Lorry Driver                            |
| 1990 | Muddula Menalludu                       |
| 1990 | Nari Nari Naduma Murari                 |
| 1990 | Shanthi Kranthi                         |
| 1991 | Gang Leader                             |
| 1991 | Rowdy Alludu                            |
| 1991 | Jaitra Yatra                            |
| 1992 | Rowdy Inspector                         |
| 1992 | Donga Polics                            |
| 1992 | Gharana Mogudu                          |
| 1992 | Roja (Dubbed version)                   |
| 1992 | Chinna Rayudu                           |
| 1992 | Sundarakanda                            |
| 1992 | Peddarikam                              |
| 1992 | Chamanthi (Dubbed version)              |
| 1992 | Aapathbandavudu                         |
| 1993 | Mugguru Monagallu                       |
| 1993 | Mechanic Alludu                         |
| 1993 | Gentleman (Dubbed versionJ              |
| 1994 | Indhu                                   |
| 1994 | Nippu Ravva                             |
| 1994 | Aswamedham                              |
| 1994 | Abbayigaru                              |
| 1995 | Antham                                  |
| 1995 | Brahma                                  |
| 1995 | Gaayam                                  |
| 1995 | Nippu Ravva                             |
| 1995 | Allari Alludu                           |
| 1995 | Seetharathnam Gari Abbayi               |
| 1995 | Muta Mestri                             |
| 1995 | Rowdy Gaari Pellam                      |
| 1995 | Bangaru Bullodu                         |
| 1995 | Kondapalli Raja                         |
| 1995 | Seetharamayya Gari Manavaralu           |
| 1995 | Pokiri Raja                             |
| 1995 | Kshana Kshanam                          |
| 1995 | Premikudu (Dubbed version)              |
| 1995 | Money                                   |
| 1995 | Indira (Dubbed version)                 |
| 1995 | Orey Rikshaw                            |
| 1995 | Allari Mogudu                           |
| 1996 | Bombay Priyudu                          |
| 1996 | Pelli Sandadi                           |
| 1996 | Hitler                                  |
| 1996 | Mr. Romeo (Dubbed version)              |
| 1996 | Akkada Ammayi Ikkada Abbayi             |
| 1997 | Gokulamlo Seetha                        |
| 1997 | Master                                  |
| 1998 | Tholi Prema                             |
| 1998 | Sriramulayya                            |
| 1999 | Hallo My Dear Monishaa (Dubbed version) |
| 2009 | Vengamamba                              |
| 2009 | Billa                                   |
| 2013 | 1:Nenokkadine                           |
| 2014 | Legend                                  |
| 2014 | Race Gurram                             |
| 2014 | Premalo ABC                             |
| 2014 | Aagadu                                  |
| 2014 | Joru                                    |
| 2015 | Gopala Gopala                           |
| 2015 | Yevade Subramanyam                      |
| 2015 | Dohchay                                 |
| 2015 | Rudramadevi                             |
| 2015 | Bhale Bhale Magadivoy                   |
| 2015 | Lion                                    |
| 2015 | Asura                                   |
| 2015 | Багубалі: Початок                       |
| 2015 | Akhil                                   |
| 2015 | Size Zero                               |
| 2016 | Krishna Gaadi Veera Prema Gaadha        |
| 2016 | Sarrainodu                              |
| 2016 | Chuttalabbayi                           |
| 2016 | Parvathipuram                           |
| 2016 | Majnu                                   |
| 2016 | Attack                                  |
| 2016 | Guntur Talkies                          |
| 2016 | Srirastu Subhamastu                     |
| 2016 | Jaguar                                  |
| 2016 | Hyper                                   |
| 2016 | Janatha Garage                          |
| 2017 | Khaidi No. 150                          |
| 2017 | Gautamiputra Satakarni                  |
| 2017 | Багубалі: Завершення                    |
| 2017 | Guru                                    |
| 2017 | Om Namo Venkatesaya                     |
| 2017 | Veedevadu                               |
| 2017 | Poraatam                                |
| 2017 | Agent Bhairavaa (Dubbed version)        |
| 2018 | Rangasthalam                            |
| 2018 | Bharat Ane Nenu                         |
| 2018 | Krishnarjuna Yudham                     |
| 2018 | Savyasachi                              |
| 2018 | Amar Akbar Antony                       |
| 2019 | Vinaya Vidheya Rama                     |
| 2019 | Sita                                    |
| 2019 | Dear Comrade                            |
| 2019 | Arjun Suravaram                         |
| 2019 | Sye Raa Narasimha Reddy                 |
| 2019 | Prati Roju Pandage                      |
| 2020 | Sarileru Neekevvaru                     |
| 2020 | Disco Raja                              |
| 2020 | 30 Rojullo Preminchadam Ela             |
| 2021 | Red                                     |

### Інтернаціональні
| Рік  | Фільм                                              |
| ---- | -------------------------------------------------- |
| 2008 | Slumdog Millionaire: Music from the Motion Picture |